# 高端内存区

高端内存区是在1 MB以上的前65520字节组成的内存区域

高端内存区（英語：high memory area，简称HMA）是DOS記憶體管理中的词语，是指IBM PC（或相容电脑）中，定址空间在1 MB以上的前65520字节组成的内存区域。